# Eigil Kiær
Eigil Elof Holmer Kiær (* 11. August 1901 in Solbjerg Sogn, Frederiksberg Kommune; † 2. Juni 1981 in Frederiksberg Sogn) war ein dänischer Gartenbauarchitekt und Sachbuchautor.

## Leben
Kiærs Eltern Harald Kiær und Ellen Hansen hatten eine Handelsgärtnerei in der Frederiksberg Kommune, wo er aufwuchs. Ab 1916 absolvierte er Gärtnerlehren in Frederiksberg, Hellerup und Vanløse. 
Ab 1919 studierte er an der Landwirtschaftsschule und wurde 1921 Gartenbauingenieur. Nach einer zweijährigen Lehrtätigkeit an der Gartenbauschule in Årslev reiste er eine Zeit lang durch England und Frankreich. Zurück in Frederiksberg führte er gemeinsam mit seinem Vater einen Landschaftsgärtnerei-Betrieb. 1925 eröffnete er sein eigenes Gartenarchitekturbüro. Er arbeitete auch als Ausstellungsorganisator, Berater, Dozent, Lehrer, Organisator und vor allem als Autor. 1930 heiratete er Karen Kruse (1906–1987).
Zu Kiærs bekanntesten Landschaftsgestaltungsprojekten gehören der Friedhof Gladsaxe Sogn, der in Zusammenarbeit mit dem Statens Museum for Kunst
realisiert wurde, der Friedhof Rønnevang in Tåstrup, der Friedhof Kirke Værløse, die gärtnerische Gestaltung in der Ehrenresidenz von Carlsberg, die Gartengestaltung im Kopenhagener Tivoli, einschließlich der Springbrunnenanlage am Hotel Nimb, der Rathausgarten in Esbjerg sowie die Gartengestaltung am Rødovrecentret und am Rathaus von Rødovre.
Von 1931 bis 1958 organisierte er große Gartenbauausstellungen, für die er mehrere Medaillen erhielt, darunter 1936 den Ehrenpreis der Königin und 1958 die Goldmedaille der Royal Horticultural Society.
Für die Zeitung Berlingske und die Zeitschrift Haven verfasste er zwischen 1926 und 1979 zahlreiche Artikel über Pflanzen- und Gartenthemen. 1976 wurde er zum Ehrenmitglied des Königlich-Dänischen Gärtnerverbandes ernannt.
Kiær veröffentlichte mehr als 25 Bücher.

## Schriften (Auswahl)
- Sten og Fliser, 1936
- Haven ved Hjemmel, 1943
- Min havebog, 1953
- Havens blomster i farver, 1955
- Havens buske og træer, 1956
- Haven i billeder, 1956
- Garden Shrubs and Trees in Colour, 1959
- Haven i vinduel, 1961
- Indoor Plants in Colour, 1961
- Den lykkelige have. Poesi og lyrisk prosa for havedyrkere, 1961 (Illustrator: Palle Bregnhøi)
- Den store rosenbog, 1965 (Illustrator: Verner Hancke) (deutsch: Das grosse Rosenbuch, 1966, DNB 457200200)
- Tuinplanten in kleur II, 1970
- Blade af træets historie, 1971
- Kamma Rahbeks blomster og Bakkehusets have, 1971
- Havens beplantning i farver, 1975
- Planera trädgård, 1976
- Alberi e arbusti da giardino a foglie caduche, 1977